# 昂坪站

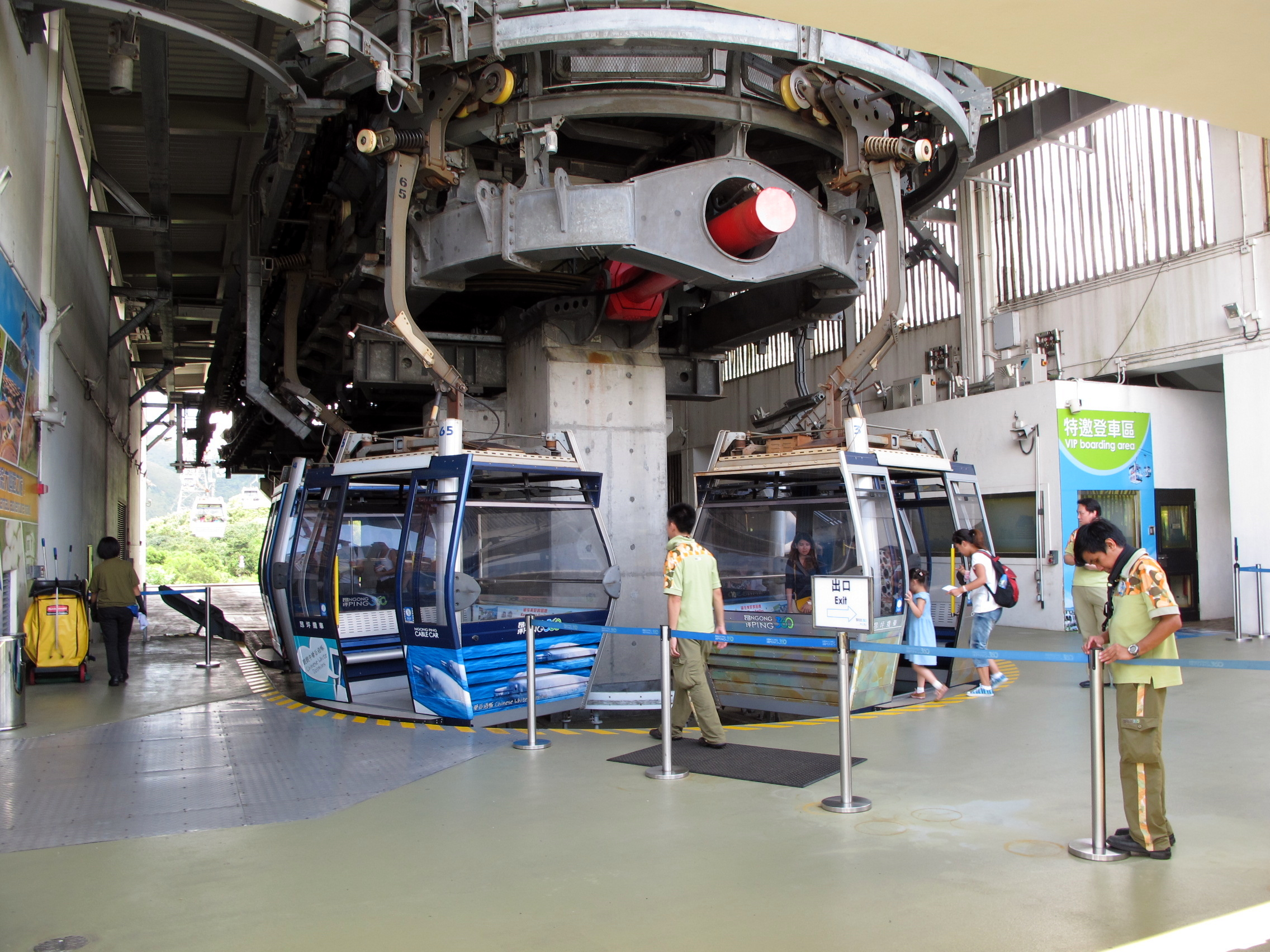
纜車月台（2013年8月）

昂坪纜車站（英語：Ngong Ping Cable Car Terminal）是一個位於香港新界離島區大嶼山昂坪寶昂路，屬於昂坪360的纜車站。

## 車站結構
車站內只有一層，乘客下車後只需向前移步便到達出口。

### 車站樓層
| 月台   |                                                                                                 | 昂坪360落車區域                                                                                 | 昂坪360落車區域                                                                                 |
| 月台   | 月台                                                                                            | ←                                                                                               | 架空吊索路軌                                                                                    |
| 月台   | 月台                                                                                            | ↓                                                                                               |                                                                                                 |
| 月台   | 月台                                                                                            | →                                                                                               | 架空吊索路軌                                                                                    |
| 月台   | 昂坪360上車區域，往東涌                                                                         |                                                                                                 |                                                                                                 |
| 大堂   | 上車前將途經昂坪360客務中心、收費閘機 下車後將途經昂坪360禮品店                                 | 上車前將途經昂坪360客務中心、收費閘機 下車後將途經昂坪360禮品店                                 | 上車前將途經昂坪360客務中心、收費閘機 下車後將途經昂坪360禮品店                                 |
| 出入口 | 可步行前往以下目的地： 昂坪市集、寶蓮寺、天壇大佛、心經簡林 鳳凰徑（第三、四段） 嶼巴昂坪巴士站 | 可步行前往以下目的地： 昂坪市集、寶蓮寺、天壇大佛、心經簡林 鳳凰徑（第三、四段） 嶼巴昂坪巴士站 | 可步行前往以下目的地： 昂坪市集、寶蓮寺、天壇大佛、心經簡林 鳳凰徑（第三、四段） 嶼巴昂坪巴士站 |

### 車站出口
車站的出入口只有一個，它是位於昂坪市集的盡頭。
車站周邊
- 昂坪市集
- 寶蓮寺
- 心經簡林
- 昂坪公共運輸交匯處